# Comuna Upplands-Bro
Upplands-Bro (Upplands-Bro kommun) este o comună din comitatul Stockholms län, Suedia, cu o populație de 24.703 locuitori (2013).

## Geografie

### Zone urbane
Lista celor mai mari zone urbane din comună (anul 2015) conform Biroului Central de Statistică al Suediei:
| Nr | Zona urbană        | Pop.   |
| -- | ------------------ | ------ |
| 1  | Kungsängen         | 10.151 |
| 2  | Bro                | 8.266  |
| 3  | Brunna             | 3.948  |
| 4  | Håbo-Tibble kyrkby | 657    |
| 5  | Rättarboda         | 313    |

## Demografie
| \| Evoluția demografică în comuna Upplands-Bro, 1970–2015 \| Evoluția demografică în comuna Upplands-Bro, 1970–2015 \| Evoluția demografică în comuna Upplands-Bro, 1970–2015 \| Evoluția demografică în comuna Upplands-Bro, 1970–2015 \| Evoluția demografică în comuna Upplands-Bro, 1970–2015 \| \| ----------------------------------------------------------------------------------------------------- \| ------------------------------------------------------ \| ------------------------------------------------------ \| ------------------------------------------------------ \| ------------------------------------------------------ \| \| An \| \| \| Locuitori \| \| \| 1970 \| 1970 \| \| 10936 \| 10936 \| \| 1975 \| 1975 \| \| 14792 \| 14792 \| \| 1980 \| 1980 \| \| 18489 \| 18489 \| \| 1985 \| 1985 \| \| 19887 \| 19887 \| \| 1990 \| 1990 \| \| 20191 \| 20191 \| \| 1995 \| 1995 \| \| 20025 \| 20025 \| \| 2000 \| 2000 \| \| 20878 \| 20878 \| \| 2005 \| 2005 \| \| 21327 \| 21327 \| \| 2010 \| 2010 \| \| 23676 \| 23676 \| \| 2015 \| 2015 \| \| 25789 \| 25789 \| \| Sursa: SCB - Statistika Centralbyrån, Folkmängd efter region, civilstånd, ålder och kön. År 1968–2016 \| \| \| \| \| |      |  |           |       |
| Evoluția demografică în comuna Upplands-Bro, 1970–2015 |      |  |           |       |
| An |      |  | Locuitori |       |
| 1970 | 1970 |  | 10936     | 10936 |
| 1975 | 1975 |  | 14792     | 14792 |
| 1980 | 1980 |  | 18489     | 18489 |
| 1985 | 1985 |  | 19887     | 19887 |
| 1990 | 1990 |  | 20191     | 20191 |
| 1995 | 1995 |  | 20025     | 20025 |
| 2000 | 2000 |  | 20878     | 20878 |
| 2005 | 2005 |  | 21327     | 21327 |
| 2010 | 2010 |  | 23676     | 23676 |
| 2015 | 2015 |  | 25789     | 25789 |
| Sursa: SCB - Statistika Centralbyrån, Folkmängd efter region, civilstånd, ålder och kön. År 1968–2016 |      |  |           |       |